# 도전! 지구탐험대
도전! 지구탐험대는 1996년 3월 10일부터 2005년 10월 30일까지 방송된 교양 프로그램이며, 9년 7개월 동안 장수한 것과는 별개로 촬영 중 김성찬의 말라리아 사건, 정정아의 아나콘다 사건 등 이런저런 굵직하고 스케일이 큰 사건사고들이 어지간히 자주 터져서 호불호는 꽤나 갈린 프로그램이었으며, 결국 정정아 사건이 결정타가 되면서 2005년 10월 30일을 마지막으로 폐지되었다.

## 개요
인간은 누구나 자신이 가보지 못한 미지의 세계에 궁금함과 호기심을 가지고 있다.
바쁜 현대사회를 살면서 여러 가지 제약으로 인해 세계 각국 미지의 세상을 가보고 싶은 꿈이 현실화되는 것에는 많은 어려움이 있다.
그런 욕구와 호기심을 만족시켜 주기 위해 탄생한 프로그램이다.
세계 각국의 초일류 현장 또는 오지의 극한상황에 도전하여 극복해 나가는 과정을 생생하게 그려내는 이 프로그램은 시청자들에게 지구촌 곳곳의 진기한 볼거리를 소개하고 도전의식을 고취시키는 다큐멘터리와 오락성을 가미한 프로그램이었다.
"지구촌은 하나"라는 세계화의 흐름에 발맞추어 1996년 3월 10일 첫방송을 시작해 세계 각국의 문화현장과 숨겨진 오지를 찾아다니며, 다양한 도전과 모험을 해왔다.
이영애, 최수종, 손창민, 진희경, 하지원 등 수많은 연예인들이 출연하였으며, 그들이 다녀온 나라는 총 100여개국! 출연자들이 극한 상황에서도 기지를 발휘와 슬기롭게 극복해 가는 과정이 방송되면서 시청자들에게 지금까지도 꾸준한 사랑을 받았으며, 시청자층도 어린이부터 어른까지 다양하게 분포되어 있었다.

## 역대 방송시간
- 1996년 3월 10일 ~ 1997년 5월 18일 : 매주 일요일 오전 9시 50분
- 1997년 5월 25일 ~ 1997년 10월 19일 : 매주 일요일 아침 8시 50분
- 1997년 10월 26일 ~ 2000년 4월 30일 : 매주 일요일 오전 10시
- 2000년 5월 7일 ~ 2000년 7월 23일 : 매주 일요일 오전 11시
- 2000년 7월 30일 ~ 2001년 11월 4일 : 매주 일요일 오전 9시 40분
- 2001년 11월 11일 ~ 2002년 3월 31일: 매주 일요일 아침 8시 40분
- 2002년 4월 7일 ~ 2003년 11월 2일 : 매주 일요일 오전 9시 40분
- 2003년 11월 9일 ~ 2004년 10월 31일 : 매주 일요일 아침 8시 30분
- 2004년 11월 7일 ~ 2005년 10월 30일 : 매주 일요일 아침 8시 50분

## 역대 진행자
- 1기 손범수, 박미선 : 1996년 3월 10일 ~ 1998년 2월 15일
- 2기 손범수, 손미나(24기) : 1998년 2월 22일 ~ 1998년 6월 7일
- 3기 김재원(21기), 황정민(19기) : 1998년 6월 14일 ~ 1998년 10월 11일
- 4기 김재원(21기), 진양혜 : 1998년 10월 18일 ~ 1999년 10월 17일
- 5기 김병찬, 황유선 : 1999년 10월 24일 ~ 1999년 12월 19일
- 6기 김병찬, 임성민(20기) : 1999년 12월 26일 ~ 2000년 4월 30일
- 7기 김홍성, 임성민(20기) : 2000년 5월 7일 ~ 2001년 3월 25일
- 8기 윤인구(24기), 임성민(20기) : 2001년 4월 1일 ~ 2001년 11월 4일
- 9기 김홍성, 황정민(19기) : 2001년 11월 11일 ~ 2005년 10월 30일

## 명예 탐험대장
- 이원복
- 민용태

## 예고
- 윤기황

## 같이 보기
- 임백천의 월드쇼
- 놀라운 아시아
- 오감만족 세상은 맛있다
- 리얼체험 세상을 품다